# Stora Talltjärnen
Stora Talltjärnen är en sjö i Ljusdals kommun i Hälsingland och ingår i Ljusnans huvudavrinningsområde. Sjön har en area på 0,0911 kvadratkilometer och ligger 429 meter över havet.

## Delavrinningsområde
Stora Talltjärnen ingår i det delavrinningsområde (686078-145745) som SMHI kallar för Inloppet i Radvattnet. Medelhöjden är 447 meter över havet och ytan är 14,8 kvadratkilometer. Det finns ett avrinningsområde uppströms, och räknas det in blir den ackumulerade arean 24,06 kvadratkilometer. Handsjöån som avvattnar avrinningsområdet har biflödesordning 4, vilket innebär att vattnet flödar genom totalt 4 vattendrag innan det når havet efter 211 kilometer. Avrinningsområdet består mestadels av skog (59 procent) och sankmarker (22 procent). Avrinningsområdet har 0,64 kvadratkilometer vattenytor vilket ger det en sjöprocent på 4,3 procent.